# Condado de Rawa
Condado de Rawa (polaco: powiat rawski) é um powiat (condado) da Polónia, na voivodia de Lodz. A sede do condado é a cidade de Rawa Mazowiecka. Estende-se por uma área de 646,6 km², com 49 587 habitantes, segundo os censos de 2005, com uma densidade 76,69 hab/km².

## Divisões admistrativas
O condado possui:
Comunas urbanas: Rawa Mazowiecka
Comunas urbana-rurais: Biała Rawska
Comunas rurais: Cielądz, Rawa Mazowiecka, Regnów, Sadkowice
Cidades: Rawa Mazowiecka, Biała Rawska

## Demografia
População (dados de 30 de Junho de 2005):
|          | Total   | Total | Mulheres | Mulheres | Homens  | Homens |
| -------- | ------- | ----- | -------- | -------- | ------- | ------ |
|          | pessoas | %     | pessoas  | %        | pessoas | %      |
| Total    | 49 587  | 100   | 25 048   | 50,5     | 24 539  | 49,5   |
| Cidades  | 20 973  | 100   | 10 855   | 51,8     | 10 118  | 48,2   |
| Povoados | 28 614  | 100   | 14 193   | 49,6     | 14 421  | 50,4   |